# みきさえ
みきさえ（12月12日 - ）は大阪府立住吉高等学校、大阪キリスト教短期大学出身の日本のイラストレーター・漫画家。旧ペンネームは美奇 めぐみ（みき めぐみ）。

## 人物
『命の足あと』シリーズ連載中（第一シリーズ：2006年-2020年,第二シリーズ：2020年-連載中)
1986年、第6回オールマーガレット新人漫画大賞にてホープ賞受賞、同年少女漫画雑誌『週刊マーガレット』（集英社）でデビュー。当時のペンネームは「美奇 めぐみ」であったが、1996年現在のペンネームである「みきさえ」に改名。

## 主な作品

### 書籍

#### 連載作品
- ろりぱっぱ　（1995年-1997年、笠倉出版社・ヤンママコミック）
- 底抜けママ （2004年-2005年　笠倉出版社・嫁と姑デラックス））
- 命の足あと 遺品整理業者ヒューマンズ（2006年-2020年　笠倉出版社・嫁と姑デラックス））
- 命の足あとⅡ　遺品整理人のダイアリー （2020年-連載中　ブックマークジャパン株式会社・web配信））

#### 読み切り
- 信じる者は巣くわれる （2008年11月号　秋田書店・Eleganceイブ））
- ラスト・ノート （2009年2月号　秋田書店・Eleganceイブ））
- 元マラソンランナー松野明美子育て奮闘記　ありがとうと言える日（前・後編） （2009年4月号-6月号　笠倉出版社・嫁と姑デラックス））
- パンドラの箱 （2009年5月号　秋田書店・Eleganceイブ））
- 40歳のハローワーク （2009年11月号　秋田書店・Eleganceイブ））
- きっと君の声がする （2010年4月号　秋田書店・Eleganceイブ））
- 開運しませう （2011年1月号　秋田書店・Eleganceイブ））
- まあるいきもち （2017年6月増刊号　秋田書店・フォアミセス増刊号病と闘う女たち家庭の医学））

#### 挿絵・漫画
- ゴーゴー!幼稚園　わくわく幼稚園ライフを応援する会・編 （1997年7月、文・西田理乃,りゅう、情報センター出版局）ISBN 4-7958-2512-2
- たまひよからの応援歌　やっぱり、ママって素晴らしい （1998年3月、文・石川直子,古谷野京子,長瀬ひろみ,御園豊子,毛利江見子、ベネッセコーポレーション）ISBN 4-8288-1848-0
- 女の子を育てる （1998年10月、文・古谷野京子,御園豊子、大泉書店）ISBN 4-278-03632-9
- これで安心!小学1年生 （1998年10月、文・石塚由記子,丸富真理子,御園豊子、主婦と生活社）ISBN 4-391-12311-8
- 眼科専門医が教える生活習慣と食事　子どもの目をよくするためにできること （2005年7月、文・筑波君枝、PHP研究所）ISBN 978-4-7958-3553-5
- すてきな奥さんのスッキリわかる確定申告 （2007年11月、編著・ゼイキン対策委員会（造事務所）、情報センター出版局）ISBN 978-4-7958-3553-5

#### 単行本 ※美奇めぐみ名義
- ペパーミント・ブルース （1987年9月、集英社・マーガレットコミックス） - 全1巻 ISBN 4-08-849313-3
- 天使のKiss （1988年6月、集英社・マーガレットコミックス） - 全1巻 ISBN 4-08-849403-2
- GIZAGIZAパンプキン （1989年3月、集英社・マーガレットコミックス） - 全1巻 ISBN 4-08-849497-0
- ルージュNo.70 （1989年12月、集英社・マーガレットコミックス） - 全1巻（読み切り作品集）ISBN 4-08-849600-0
- パールの微熱 （1991年1月、集英社・マーガレットコミックス） - 全1巻 ISBN 4-08-849725-2